# Benedetto Tagliacarne
Benedetto Tagliacarne, conosciuto anche come Theocrenus e, in francese, come Benoit Théocréne (Sarzana, 1480 – Grasse, 18 ottobre 1536), è stato un umanista e vescovo cattolico italiano.

## Biografia
Segretario della repubblica di Genova dal 1514, seguì Federico Fregoso in Francia dopo la sua espulsione dalla città (1522).
Cortigiano di Francesco I di Francia, nel 1534 divenne vescovo di Grasse. Nel 1536 pubblicò i Poemata.

## Genealogia episcopale
La genealogia episcopale è:
- Cardinale Jean du Bellay
- Vescovo Benedetto Tagliacarne